# 伊特
伊特（法語：Hitte，法語發音：[it]）是法国上比利牛斯省的一个市镇，属于塔布区。

## 地理
伊特（43°9'0"N, 0°9'52"E）面积2.91 平方千米，位于法国奧克西塔尼大區上比利牛斯省，该省份为法国西南部内陆省份，北至热尔省，西接大西洋比利牛斯省，南与西班牙接壤，东临上加龙省。
与伊特接壤的市镇（或旧市镇、城区）包括：弗雷舒弗雷谢、巴尔巴藏代叙、贝纳克德叙、吕克、奥里尼亚克、韦尤、旧阿杜尔。

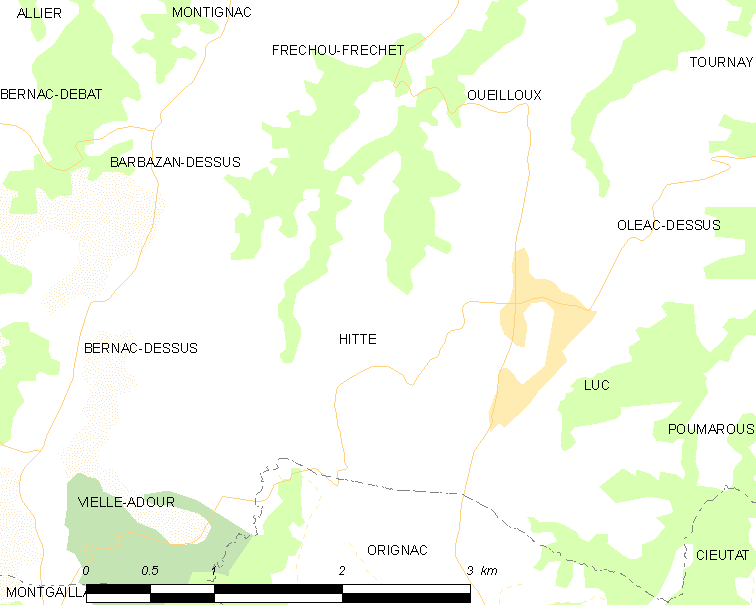
伊特的OSM定位图

伊特的时区为UTC+01:00、UTC+02:00（夏令时）。

## 行政
伊特的邮政编码为65190，INSEE市镇编码为65222。

## 政治
伊特所属的省级选区为阿罗斯河与巴伊斯河谷县。

## 人口

1962-2008年间伊特人口变化图示

伊特于2022年1月1日时的人口数量为137人。